# Картмышик Старый
Картмыши́к Ста́рый (также Картмыши́к Ру́сский; укр. Картмишик Старий, крымскотат. Eski Qart Mışıq, Эски Къарт Мышыкъ) — исчезнувшее село в Симферопольском районе Крыма, располагавшееся на севере района, примерно в 2,3 километра западнее современного пгт Гвардейское (сейчас — территория Авиабазы Гвардейское).

## История
Первое документальное упоминание села встречается на верстовой карте 1890 года, на которой в деревне обозначено 5 дворов с русским населением. У деревни обозначено также православное кладбище — возможно, поселение возникло несколько ранее. По земской реформе 1890-х годов Картмышик приписали к Камбарской волости Евпаторийского уезда. По «…Памятной книжке Таврической губернии на 1900 год» на хуторе Картмышик, не входившем ни в одно сельское общество, числилось 55 жителей в 8 дворах. По Статистическому справочнику Таврической губернии. Ч.II-я. Статистический очерк, выпуск пятый Евпаторийский уезд, 1915 год, в деревне Картмышик-Старый Камбарской волости Евпаторийского уезда числилось 5 дворов (все дворы с землёй) с русским населением без приписных жителей, но с 59 — «посторонними», из которых 28 мужчин и 31 женщина. Жители владели 733 десятинами удобной земли. В хозяйствах имелось 66 лошадей, 5 волов, 19 коров и 148 голов мелкого скота.
После установления в Крыму Советской власти, по постановлению Крымревкома от 8 января 1921 года была упразднена волостная система и село включили в состав вновь созданного Сарабузского района Симферопольского уезда, а в 1922 году уезды получили название округов. 11 октября 1923 года, согласно постановлению ВЦИК, в административное деление Крымской АССР были внесены изменения, в результате которых был ликвидирован Сарабузский район и образован Симферопольский и село включили в его состав. Согласно Списку населённых пунктов Крымской АССР по Всесоюзной переписи 17 декабря 1926 года, в селе Картмышик (русский), Ново-Александровского сельсовета Симферопольского района, числилось 7 дворов, все крестьянские, население составляло 44 человека, из них 43 русских и 1 украинец. По данным всесоюзной переписи населения 1939 года в селе проживало 44 человека, из них 43 русских. В последний раз в доступных источниках селение встречается на двухкилометровке РККА 1942 года.